# Introduction et variations pour flûte et piano sur Trockne Blumen

Introduction et variations pour flûte et piano sur Trockne Blumen, D.802, de Franz Schubert (Variationen für Flöte und Klavier über das Lied „Trockene Blumen“) est une des rares pièces d’un compositeur de premier plan de la période romantique du répertoire des flûtistes.
C’est l’unique œuvre de musique de chambre avec flûte de Schubert.

## Composition et publication
Introduction et variations sur Trockne Blumen (Ihr Blümlein alle) pour flûte et piano est une pièce composée en 1824 à la demande du flûtiste Ferdinand Bogner, professeur au conservatoire de Vienne.
La pièce a été publiée pour la première fois en 1850 sous le numéro d’opus 160.

## Thème
Le thème de la  pièce est celui du lied Trockne Blumen (fleurs séchées) no 18 pour ténor et piano du cycle La Belle Meunière D. 795 sur des poèmes de Wilhelm Müller. 
L’histoire est celle du désespoir d’un jeune meunier éconduit par la fille de son nouveau maître. La belle meunière dont il est tombé amoureux, d’abord bienveillante, lui préfère ensuite un chasseur. Ce poème commence la phase finale du cycle qui mène au suicide 

Le désespoir se traduit musicalement par une  marche funèbre, sonnerie de glas en mi mineur,  à laquelle s’oppose une évocation en mi majeur du printemps où le meunier sera absent qui exprime une douleur encore plus grande.

## Paroles
| Texte original | Traduction |
| --- | --- |
| Ihr Blümlein alle Die sie mir gab Euch soll man legen Mit mir in's Grab Wie seht ihr alle Mich an so weh Als ob ihr wüßtet Wie mir gescheh'? Ihr Blümlein alle Wie welk, wie blaß? Ihr Blümlein alle Wovon so naß? Ach, Thränen machen Nicht maiengrün Machen todte Liebe Nicht wieder blühn Und Lenz wird kommen Und Winter wird gehn Und Blümlein werden Im Grase stehn Und Blümlein liegen In meinem Grab Die Blümlein alle Die sie mir gab Und wenn sie wandelt Am Hügel vorbei Und denkt im Herzen: Der meint' es treu! Dann Blümlein alle Heraus, heraus! Der Mai ist kommen Der Winter ist aus | Petites fleurs Qu'elle me donna, On vous posera Avec moi dans ma tombe Comme vous m’observez Si tristement Comme si vous saviez Ce qu'il m'arrive ? Petites fleurs Si pâles, si fanées, Petites fleurs, Pourquoi si mouillées ? Ah, les larmes ne peuvent Fleurir le mai, Ni ranimer L’amour fané. Et le printemps viendra Et l’hiver s’enfuira Et les petites fleurs Parsèmeront l'herbe Et les petites fleurs Reposent dans ma tombe Toutes les fleurs Qu’elle me donna. Et si passant Par la colline proche Elle se dit : “Il m’aimait tant !” – Petites fleurs, Sortez de là : Mai reverdit L’hiver s’enfuit. |

## Structure
L’introduction prépare l’atmosphère et met en place progressivement la structure rythmique du thème.
Quelques notes ornementales sont ajoutées à celui-ci
Les 7 variations mettent successivement en valeur le piano et la flûte, les 5 premières jouent sur l’opposition entre mi majeur et mi mineur, la 6e étant entièrement en do mineur, la dernière en mi majeur. 
La pièce met en valeur l’expressivité de  la flûte de l’époque de Schubert et représente également une démonstration de virtuosité de l’instrument de 5 à 8 clés, intermédiaire entre le traverso à une clé de l’époque baroque et du début du classicisme et le modèle de flûte actuelle mis au point par Théobald Boehm au milieu du XIXe siècle.